# Погорілко Павло Ферапонтович
Павло Ферапонтович Погорілко (1869–1937) — український священник, архієпископ всієї України УАПЦ, член Української Центральної Ради від духівництва Києва.

## Біографія
Був священником Подільської єпархії у селі Жолоби на Вінниччині. До липня 1918 року входив до Всеукраїнського православного церковного собору, аж поки проросійська більшість не ухвалила рішення про позбавлення своїх противників — прибічників автокефалії Православної церкви в Україні делегатських мандатів. 11.1919 — за читання євангеліє українською мовою був відсторонений архієпископом Пименом (Пєговим).
28.01.1923 — прийняв хіротонію від обновленців — митрополита Антоніна (Грановського), архієпископа Іоанна Альбінського, та єпископа Олександра (Раєвського). 10.02.1923 — призначений єпископом Кам'янецьким, вікарієм Подільської єпархії. 13–16 лютого бере участь у Першому Всеукраїнському Церковно-обновленському з'їзді, як єпископ Ольгопольський, вікарій Подільської єпархії. У березні 1923 утворює на Поділлі БОПУПАЦ (Братське об'єднання парафій Української Православної Автокефальної Церкви). З 1926 — веде богослужіння на Полтавщині.
У 1927 році залишив церковну діяльність і надалі займався викладанням української мови в Харкові. Відвідував Ново-Троїцький собор Харкова, що зберігав вірність митрополиту Сергію (Страгородському).
31 жовтня 1933 року був заарештований. 26 січня 1934 року постановою Особливої наради при колегії ДПУ УСРР засуджений до трьох років заслання до Казахстану. Звільнено з-під варти, давши підписку із зобов'язанням виїхати до місця заслання в Уральськ не пізніше 12 лютого 1934 року. Термін відбув. Реабілітований в 1989 році.